# Campanula americana
- Commons
- Wikispecies

Campanula americana é uma espécie pertencente ao gênero Campanula.